# Operațiunea Lady Chaplin
Operațiunea Lady Chaplin (titlul original: în italiană Missione speciale Lady Chaplin) este un film de spionaj și de aventuri de coproducție italo–franco–spaniol, realizat în 1966 de regizorii Alberto De Martino și Sergio Grieco, 
după o istorisire de Sandro Continenza, Marcello Coscia, Hipólito de Diego și Giovanni Simonelli, protagoniști fiind actorii Ken Clark, Daniela Bianchi, Jacques Bergerac și Evelyn Stewart.

## Rezumat
Agentul secret 077 al CIA Dick Malloy este trimis la Madrid când se află că cineva dorește să vândă o plăcuță de itentificare aparent recuperată de pe submarinul nuclear american scufundat USS Thresher. Odată ce articolul este identificat ca fiind un articol autentic, bărbatul care a vândut informațiile este ucis înainte de a putea dezvălui cum a obținut plăcuța de pe fundul oceanului. Malloy și șeful său Heston îl intervievează pe Zoltan, multimilionarul de salvare marină de tip Howard Hughes, pentru a determina dacă epava submarinului ar putea fi accesată. Zoltan neagă că este posibil, dar Heston și Malloy nu cred că acesta spune adevărul.
Folosind o batisferă modernă, Malloy călătorește la locul rămășițelor submarinului Thresher și descoperă că cele 16 rachete Polaris cu focoase nucleare transportate de submarin au dispărut...

## Distribuție
- Ken Clark – Dick Malloy / Agentul 077
- Daniela Bianchi – lady Arabelle Chaplin
- Jacques Bergerac – Ken Zoltan
- Evelyn Stewart – Constance Day
- Philippe Hersent – Heston
- Helga Liné – Hilde
- Alfredo Mayo – sir Hillary
- Mabel Karr – Jacqueline
- Tomás Blanco – comisarul Soler
- Peter Blades – Ivan
- Ida Galli – Constance Day
- Raymond Jourdan – omul de știință
- Alberto Cevenini – soldatul englez pe tren
- Rafael Albaicin – Rodriguez

## Lansare
Filmul Operațiunea Lady Chaplin a avut premiera în Italia pe data de 12 august 1966.
În România premiera filmului a avut loc la data de 24 noiembrie 1969 la cinematografele „Republica” și „București” din capitală.